# Aristolochia holtzei
Aristolochia holtzei är en piprankeväxtart som beskrevs av Ferdinand von Mueller. Aristolochia holtzei ingår i släktet piprankor, och familjen piprankeväxter. Inga underarter finns listade i Catalogue of Life.